# Lijst van rijksmonumenten in Berkelland
De gemeente Berkelland telt 123 inschrijvingen in het rijksmonumentenregister. Hieronder een overzicht.

## Beltrum
De plaats Beltrum telt 2 inschrijvingen in het rijksmonumentenregister.
| Object                                   | Oorspronkelijke functie? | Bouwjaar                         | Architect                                                                     | Locatie       | Coördinaten?                 | Nr.?   | Afbeelding        |
| ---------------------------------------- | ------------------------ | -------------------------------- | ----------------------------------------------------------------------------- | ------------- | ---------------------------- | ------ | ----------------- |
| Hoeve met oprijlaan van eiken            | Boerderij                | 1806                             |                                                                               | Heelweg 2,4   | 52° 4' 19" NB, 6° 33' 28" OL | 14625  | Meer afbeeldingen |
| kerk: Onze Lieve Vrouw ten Hemelopneming | Kerk en kerkonderdeel    | 1846, 1864, 1894 (toren) en 1929 | H.J. Wennekers (uitbreiding), G.A.P. de Kort (uitbreiding) en A. Tepe (toren) | Dorpsstraat 4 | 52° 4' 2" NB, 6° 33' 46" OL  | 509423 | Meer afbeeldingen |

## Borculo
De plaats Borculo telt 23 inschrijvingen in het rijksmonumentenregister. Zie Lijst van rijksmonumenten in Borculo voor een overzicht.

## Eibergen
De plaats Eibergen telt 21 inschrijvingen in het rijksmonumentenregister. Zie Lijst van rijksmonumenten in Eibergen voor een overzicht.

## Geesteren
De plaats Geesteren telt 17 inschrijvingen in het rijksmonumentenregister. Zie Lijst van rijksmonumenten in Geesteren (Gelderland) voor een overzicht.

## Gelselaar
De plaats Gelselaar telt 9 inschrijvingen in het rijksmonumentenregister. Zie Lijst van rijksmonumenten in Gelselaar voor een overzicht.

## Haarlo
De plaats Haarlo telt 6 inschrijvingen in het rijksmonumentenregister.
| Object                                  | Oorspronkelijke functie? | Bouwjaar                              | Architect | Locatie            | Coördinaten?                 | Nr.?   | Afbeelding        |
| --------------------------------------- | ------------------------ | ------------------------------------- | --------- | ------------------ | ---------------------------- | ------ | ----------------- |
| Kotte: Boerderij met aangebouwde schuur | Boerderij                | 1850-1940                             |           | Eibergseweg 58     | 52° 6' 37" NB, 6° 35' 47" OL | 516413 | Upload foto       |
| Kotte: Schuur                           | Boerderij                | 1900-1940                             |           | Eibergseweg 58     | 52° 6' 37" NB, 6° 35' 47" OL | 516414 | Upload foto       |
| Nederlands hervormde kerk op terp       | Kerk en kerkonderdeel    | 1858                                  |           | Wolinkweg 19       | 52° 6' 40" NB, 6° 34' 53" OL | 516436 | Meer afbeeldingen |
| Koolenberg                              | Boerderij                | 1830-1925                             |           | Kanaalweg 6        | 52° 6' 5" NB, 6° 34' 43" OL  | 516437 | Upload foto       |
| Veldink                                 | Boerderij                | derde kwart 19e eeuw en 1764 (schuur) |           | Eibergseweg 42, 44 | 52° 6' 39" NB, 6° 35' 8" OL  | 9895   | Meer afbeeldingen |
| 't Wolink                               | Boerderij                | waarschijnlijk 18e eeuw               |           | Wolinkweg 25, 27   | 52° 6' 20" NB, 6° 34' 48" OL | 9896   | Meer afbeeldingen |

## Loo
De plaats Loo telt 1 inschrijving in het rijksmonumentenregister.
| Object                                     | Oorspronkelijke functie? | Bouwjaar                     | Architect | Locatie  | Coördinaten?                 | Nr.?  | Afbeelding  |
| ------------------------------------------ | ------------------------ | ---------------------------- | --------- | -------- | ---------------------------- | ----- | ----------- |
| Woonhuis met aangebouwde bedrijfsbebouwing | Boerderij                | 18e of eerste helft 19e eeuw |           | Looweg 2 | 52° 6' 25" NB, 6° 40' 24" OL | 14618 | Upload foto |

## Neede
De plaats Neede telt 7 inschrijvingen in het rijksmonumentenregister. Zie Lijst van rijksmonumenten in Neede voor een overzicht.

## Rekken
De plaats Rekken telt 11 inschrijvingen in het rijksmonumentenregister. Zie Lijst van rijksmonumenten in Rekken voor een overzicht.

## Rietmolen
De plaats Rietmolen telt 3 inschrijvingen in het rijksmonumentenregister.
| Object                      | Oorspronkelijke functie? | Bouwjaar                         | Architect        | Locatie                       | Coördinaten?                 | Nr.?   | Afbeelding        |
| --------------------------- | ------------------------ | -------------------------------- | ---------------- | ----------------------------- | ---------------------------- | ------ | ----------------- |
| Saksische hoeve             | Boerderij                | 1831 (voorgevel) 1791 (zijgevel) |                  | Teesselinkweg 3               | 52° 9' 29" NB, 6° 39' 17" OL | 30326  | Upload foto       |
| Sint-Caeciliakerk           | Kerk en kerkonderdeel    | 1931-1932                        | Clemens Hardeman | Past. van Everdingenstraat 34 | 52° 8' 25" NB, 6° 39' 44" OL | 515565 | Meer afbeeldingen |
| Sint-Caeciliakerk: Pastorie | Kerkelijke dienstwoning  | 1931-1932                        | Clemens Hardeman | Past. van Everdingenstraat 36 | 52° 8' 25" NB, 6° 39' 44" OL | 515566 | Meer afbeeldingen |

## Ruurlo
De plaats Ruurlo telt 23 inschrijvingen in het rijksmonumentenregister. Zie Lijst van rijksmonumenten in Ruurlo voor een overzicht.